# 1963 Bezovec
1963 Bezovec (1975 CB) là một tiểu hành tinh vành đai chính được phát hiện ngày 9 tháng 2 năm 1975 bởi Kohoutek, L. ở Bergedorf.